# اوری دالس
اِوِری رابرت دالِس (۲۴ اوت ۱۹۱۸ – ۱۲ دسامبر ۲۰۰۸) کشیش یسوعی آمریکایی، الهی‌دان و کاردینال کلیسای کاتولیک بود.
دالس از سال ۱۹۶۰ تا ۱۹۷۴ در دانشکده کالج وودستاک، از سال ۱۹۷۴ تا ۱۹۸۸ در دانشگاه کاتولیک آمریکا، و از سال ۱۹۸۸ تا ۲۰۰۸ به عنوان استاد دین و جامعه در دانشگاه فوردهام خدمت کرد. او همچنین در سطح بین‌المللی به عنوان نویسنده و مدرس شناخته شده بود.
دالس ۲۵ کتاب و صدها مقاله نوشت. دست نوشته‌های سرشناس و متقن او شامل ترجمه‌ها، مقدمه‌ها، بررسی‌ها و نامه‌های متعدد او توسط انتشارات دانشگاه فوردهام در سال ۲۰۱۲ با عنوان میراث کاردینال دالس، اس.جی. سخنان او و شاهدش منتشر شد.